# NGC 2575
NGC 2575 je galaksija u zviježđu Raku.

## Vanjske poveznice
- SEDS: NGC 2575